# PSV Salzburg
Der Polizeisportverein Salzburg ist ein Sportverein aus der österreichischen Landeshauptstadt Salzburg. Der Verein wurde im Jahre 1923 gegründet und unterhält die Sektionen Automodellsport, Fitness-Kraftsport, Fußball, Hundesport, Jiu Jitsu, Judo, Leichtathletik, Schisport, Schibob, Stocksport, Tae-Kwon-Do, Tauchen und Volleyball.

## Geschichte
Der Polizeisportverein Salzburg (kurz oft: „Polizei SV“) wurde im Jahre 1923 mit den Sektionen Motorsport und Schwerathletik gegründet. Im Jahre 1931 folgte die Fußballsektion, vier Jahre später die Handballsektion. 1936 kamen zusätzlich die Sektionen Schwimmen und Leichtathletik hinzu. Der Verein konnte zunehmend Erfolge auf nationaler und internationaler Ebene verzeichnen, mit dem Anschluss Österreichs an das Deutsche Reich 1938 wurde der Verein aufgelöst und 1945 wieder gegründet. Der Verein trat von 1995 bis 2006 als PSV/Schwarz-Weiß Salzburg in Erscheinung.

## Sektion Volleyball
Nach dem finanziellen Kollaps des damaligen Salzburger Vertreters in der 1. österreichischen Bundesliga, Volley Salzburg, vormals Paris Lodron Salzburg, Uniqua Salzburg oder Quadriga Salzburg, der 1995 österreichischer Meister und 1992 und 1995 österreichischer Cupsieger wurde, wechselte die Mannschaft im Jahre 2004 mit dem aus Innsbruck zurückgekehrten Trainer Ulrich Sernov zum Polizeisportverein Schwarz Weiß Salzburg. Die Sektion erhielt die Lizenz zum Weiterverbleib in der Bundesliga mit großer Unterstützung der lokalen Politiker und des österreichischen Volleyballverbands und schaffte im ersten Jahr des Bestehens den Klassenerhalt. 2006 schlossen sich die Polizeisportsektion und der Frauenvolleyballverein VBG Salzburg zusammen. Die Volleyballgemeinschaft (VBG) ist der Nachfolgeverein des UVC Wüstenrot Salzburg, der österreichischer Meister 1993 und Cupsieger 1988 und 1991 wurde. Der Verein nannte sich ab der Vereinigung Polizeisport Volleyballgemeinschaft (VBG) Salzburg.

## Sektion Männerfußball

### Erste Fußballsektion
1946–1991 Polizei SV Salzburg
Eine erste Fußballabteilung des Polizei SV wurde jedoch schon 1931 ins Leben gerufen und nahm von 1946 bis 1991 regelmäßig an der Salzburger Meisterschaft teil. Als die Sektion die Saison 1990/91 als Tabellenletzter der letzten Klasse beendete, stellte bis zur Fusion mit dem SC Schwarz-Weiß keine eigene Kampfmannschaft mehr.

### Zweite Fußballsektion
1995–2006 Fusion mit dem SC Schwarz-Weiß Salzburg
Die zweite Fußballsektion wurde 1995 durch Fusion mit dem SC Schwarz-Weiß Salzburg als PSV Schwarz-Weiß Salzburg gegründet. Nach der Fusion mit den „Zebras“ und deren 2. Landesliga-Kader (der seit jeher in der Alpenstraße angesiedelte Fusionspartner Sportclub Schwarz-Weiß wurde im Jahr 1947 aus der Taufe gehoben und brachte die heutigen Vereinsgrundstücke in diese Ehe ein) spielte der Verein als PSV/Schwarz Weiß Salzburg erneut bis in die dritte Spielstufe (Regionalliga) hoch. Das erfolgreiche Team wurde dabei von den beiden Sportjournalisten Hannes Winklbauer (Salzburger Nachrichten) und Hannes Krawagna (Salzburger Kronen Keitung) geleitet. 
Spielgemeinschaft mit Austria Salzburg Frühjahr 2006
Beginnend mit Herbst 2005 liefen Verhandlungen mit dem neu gegründeten SV Austria Salzburg über eine Spielgemeinschaft der beiden Vereine. Von Ernst Strasser, dem damaligen Präsidenten des Gesamtvereins des PSV, und Hannes Winklbauer, einem ehemaligen Fußballprofi und damals Sektionsleiter der Fußballabteilung des PSV, wurde eine weitreichende Zusammenarbeit mit dem violetten Klub vereinbart. Über eine Fusion oder Ausgliederung der Fußball-Kampfmannschaft wurde zwar verhandelt, diese scheiterte vor dem letzten Ligaspiel der Saison 2005/06, nachdem mehrere Monate in einer Spielgemeinschaft mit Austria Salzburg in violett-weißen Trikots und den Vereinswappen beider Vereine in der 1. Landesliga gespielt wurde. Das letzte Heimspiel der Saison 2005/06 wurde schließlich (ohne PSV-Wappen auf dem Trikot) auf dem Platz des SAK 1914 gespielt. Da die Austria von der Fußballsektion des PSV keine Garantien für eine zukünftige Auslagerung in einen Zweigverein erhielt, wurde die Spielgemeinschaft beendet.
2007/08 bis 2008/09 Spielbetrieb als PSV Salzburg
Nach Beendigung der Spielgemeinschaft mit Austria und einem darauf folgenden Konflikt der Sektionsleitung mit der Leitung des Gesamtvereins über die Zukunft der Sektion verließen daraufhin Spieler und die Fußballfunktionäre den kurz zuvor wieder in „PSV“ (ohne „Schwarz-Weiß“) rückbenannten Verein, weshalb dieser für die neue Ligasaison keine Mannschaft stellen konnte und daher 2006/07 an keinem Ligabetrieb teilnahm. In den darauf folgenden zwei Saisonen spielte die Kampfmannschaft des PSV in der untersten Spielklasse, der 2. Klasse Nord B.
2009 bis 2013 Spielgemeinschaft mit dem ASK Salzburg
In der Saison 2009/10 ging die am 8. April 2009 in einen eigenen Zweigverein ausgelagerte Sektion Fußball des PSV eine Spielgemeinschaft mit dem ASK Salzburg ein, woraufhin die Spielgemeinschaft im darauf folgenden Spieljahr dessen Platz in der obersten Spielklasse des Bundeslandes einnahm. Die beiden Vereine treten seither unter dem Namen „SG ASK-PSV“ auf, eine künftige Fusion des Zweigvereins mit dem ASK wurde dezidiert nicht ausgeschlossen. In der Saison 2011/12 musste die Spielgemeinschaft den Abstieg von der Salzburger Liga in die 1. Landesliga in Kauf nehmen.
ab 2013 Fusion mit dem ASK Salzburg
Am 6. März 2013 wurde auf einer gemeinsamen Generalversammlung beider Vereine die endgültige Fusion beschlossen und trat mit Saisonende, dem 10. Juni 2013, endgültig in Kraft. Zu Ende dieser Saison konnte zumindest im letzten Spiel der zweite Abstieg in Folge abgewendet werden. Die erste Saison des neuen, gemeinsamen Vereines wird daher in der fünften österreichischen Leistungsstufe gespielt.

## Sektion Frauenfußball
Der USV Leopoldskron-Moos schlugen 1995 das Team von HC Harham-Saalfelden im Finale der Frauen-Landesliga mit 4:2. Nach dieser Saison wurde die Salzburger Landesliga jedes Jahr ausgetragen und die Leopoldskronerinnen wurden 1998 Salzburger Meister. Nach der Saison schlossen sich die Damenmannschaft dem Polizeisportverein Schwarz-Weiß Salzburg an. Ein Jahr später, vor der Saison 2000/01, übernahm der ASK Salzburg die Frauenmannschaft des Polizeivereins.

## Sektion Judo
Im Jahr 2022 gewann die Mannschaft des Vereins die 2. Judo Bundesliga. Durch diesen Erfolg kämpften sie im darauffolgenden Jahr in der 1. Judo Bundesliga. In diesem Jahr erreichten sie im Grunddurchgang Platz vier und konnten so ins Final Four einziehen.

### Erfolge der Sportler
- 2001: Fredl Angelika (-48 kg) Staatsmeisterin[4]
- 2001: Fredel Sabrina (-52 kg) Staatsmeisterin[4]
- 2005: Vent Angelika (-48 kg) Staatsmeisterin[4]
- 2006: Schauer Valentina (-48 kg) Staatsmeisterin[4]
- 2007: Schauer Valentina (-48 kg) Staatsmeisterin[4]